# Edvīns Ķeņģis
Edvīns Ķeņģis (Cēsis, 12 aprile 1959) è uno scacchista lettone.
Otto volte vincitore del Campionato della Lettonia (1984, 1987, 1988, 1989, 1990, 1997, 2004 e 2005), ha ottenuto il titolo di Maestro Internazionale nel 1982 e di Grande maestro nel 1991.
Ha partecipato con la Lettonia a sei Olimpiadi degli scacchi dal 1992 al 2004 (tre volte in prima scacchiera e tre in seconda), realizzando complessivamente il 56,7 % dei punti.
Altri risultati:
- 1985:  vince a Pärnu il campionato dei Paesi baltici;
- 1986:  pari primo con Alexander Shabalov a Haapsalu;
- 1989:  vince l'open di Boston;
- 1990:  terzo-quinto nel Lloyds Bank open di Londra;
- 2001:  vince (fuori concorso) il Campionato dell'Estonia a Pühajärve;[2]
- 2003:  vince il Golden Cleopatra Open a Il Cairo;[3]
- 2004:  vince il primo "Jyri Vetemaa Memorial" di Parnu;
- 2009:  pari secondo con Vadym Malachatko nel Al Saleh International Open dello Yemen.

Ķeņģis è stato nominato "Senior Trainer" (istruttore senior) dalla FIDE. Da alcuni anni vive a Dubai ed è allenatore della nazionale olimpica degli Emirati Arabi Uniti. Tra i suoi allievi c'è anche Saleh Salem, che sotto la sua guida è diventato il primo grande maestro degli Emirati Arabi.
Ha raggiunto il rating FIDE più alto in luglio 2002, con 2594 punti Elo.

## Partite notevoli
- Larry Christiansen - Edvīns Ķeņģis, Manila 1992  – difesa Alekhine var. Larsen
- Edvīns Ķeņģis - Garry Kasparov, Vilnius 1973  – difesa Siciliana B88 (1/2)
- Viktar Kuprėjčyk - Edvīns Ķeņģis, semifinale URS-ch, Minsk 1985  – difesa Alekhine B03
- Gata Kamskij - Edvīns Ķeņģis, Berna 1990  – Siciliana var. Najdorf
- Edvīns Ķeņģis - Ulf Andersson, Camp. europeo a squadre 1997  – Apertura Reti A04